# 日南郡
日南郡，中國古郡名。西漢始置，南朝時沒入林邑國。隋朝於漢代九真郡、晉代九德郡故地復置日南郡。隋煬帝滅林邑後，收復漢代日南郡故地，分置比景郡、海陰郡、林邑郡三郡。
該地秦時屬於象郡，漢滅南越國（前111年），將原來的南越國屬地設置了南海、蒼梧、鬱林、合浦、交趾、九真、日南、珠崖、儋耳與象郡共十個郡，属交趾刺史部，而日南郡下轄朱吾縣、比景縣、西捲縣、盧容縣和象林縣。西漢時有1萬4千餘戶，人口約6萬9千人。新朝日南郡改稱之為日南亭，東漢時復名日南郡，當地土著曾多次反叛攻擊焚燒官寺，於是設置象林縣將兵長史一職。
東漢末年，象林县功曹之子區連叛漢，殺象林縣令，建立林邑國。日南郡丧失象林县。
三國吳赤乌十一年（248年），林邑攻取区粟城，丧失卢容县。
西晉时期，收复卢容县。
东晋永和三年（347年），林邑攻陷日南郡，杀害太守夏侯览，铲平西捲县城。南朝宋时期，区粟城多次被林邑占领。
南朝梁时期，林邑占领卢容城，以朱吾县浦为界。
梁以后，林邑國向北佔據了原日南郡治西卷縣及比景县，与南朝分横山为界。
隋大業元年（605年），隋煬帝發兵滅林邑，取得了日南郡舊地，置蕩州、農州、沖州三州。大業三年（607年）改州為郡，以驩州（晉九德郡）為日南郡。